# Jerobeam I.

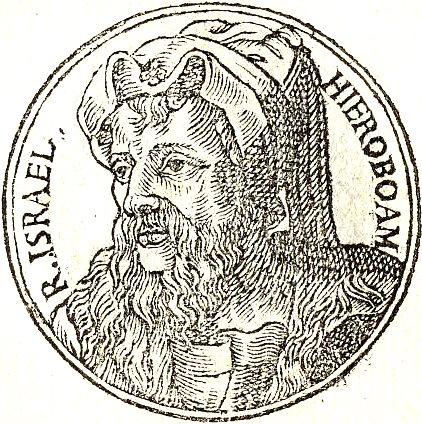
Phantasieporträt des Jerobeam I. aus „Promptuarii Iconum Insigniorum“, Guillaume Rouillé (1553)

Jerobeam I. war laut biblischem Bericht im 10. Jahrhundert v. Chr. der erste König des Nordreichs Israel. Seine Regierungszeit wird klassisch von 927 beziehungsweise 926 bis 907 v. Chr. datiert, weitere vermutete Jahreszahlen sind 931 beziehungsweise 930 bis 910 beziehungsweise 909 und 922 bis 901 v. Chr.

## Etymologie
Die Etymologie des hebräischen Personennamens יָרָבְעָם jāråḇ‘ām ist umstritten. Vermutlich handelt es sich um einen Verbalsatznamen. Das Subjekt bildet das Element עָם ‘ām „männlicher Verwandter“, „Stammesgenosse“, „Sippengenosse“, was auch als theophores Element „(Ahnen-) Gott“ gedeutet werden kann. Als Prädikat kommen zwei verschiedene Herleitungen in Frage: die Verbwurzel רבב rbb „zahlreich sein“, „groß sein“ oder die Wurzel רוב rwb als Nebenform zu ריב rjb „streiten“, „einen Rechtsstreit führen“. Es handelt sich jeweils um eine Form 3. Person Singular maskulin im Imperfekt. Übersetzt heißt der Name demnach entweder: „der männliche Verwandte ist groß“, „der männliche Verwandte möge groß sein“, „der (Ahnen-) Gott ist groß“, „der (Ahnen-) Gott möge groß sein“ oder „der männlich Verwandte streitet“, „der männliche Verwandte führt einen Rechtsstreit“, „der (Ahnen-) Gott streitet“, „der (Ahnen-) Gott führt einen Rechtsstreit“. Beide Herleitungen sind jedoch nicht gesichert.
Die Septuaginta gibt den Namen für gewöhnlich als Ιεροβοαμ Ieroboam wieder, die Vulgata als Hieroboam.
Biblisch ist der Name für zwei Könige Israels belegt, Außerbiblisch finden sich der Name auf einem Siegel aus Megiddo (8. Jahrhundert v. Chr.) sowie vielleicht auf einer Inschrift aus Hazor (8. Jahrhundert v. Chr.) und einer Silbermünze (4. Jahrhundert v. Chr.).

## Biblische Erzählung
Nach 1 Kön 11,26  stammte Jerobeam aus dem Stamm Juda und war der Sohn von Nebat und Zerua. Er war bei Salomos Bauarbeiten in Jerusalem Aufseher über die Fronarbeiter aus dem Haus Josef (1 Kön 11,28 ), also die Stämme Ephraim und Manasse. Mit diesen erhob er sich gegen Salomo – angeblich erst, nachdem er von dem Propheten Ahija von Schilo zum König gesalbt worden war. Er floh nach Ägypten unter den Schutz des Pharaos Scheschonq I. (hebr. Schischak – 1 Kön 11,40 ). Nach Salomos Tod kehrte er zurück (1 Kön 12,2 ) und wurde von allen Stämmen Israels außer Juda und Benjamin im Süden des Reiches Salomos zum König gewählt, während das Südreich um Jerusalem von Rehabeam, dem Sohn Salomos, regiert wurde (1 Kön 12,20 ). Er regierte von 926 v. Chr. bis zu seinem Tod 907 v. Chr.

Das Davidisch-salomonische Großreich zerfiel nach dem Tod Salomos 926 v. Chr. in das von Jerobeam I. regierte Nordreich Israel (blau) mit der Hauptstadt Samaria und das von Rehabeam regierte Königreich Juda (ocker) mit der Hauptstadt Jerusalem

Jerobeam baute Sichem zur Hauptstadt aus, dann Penuel (1 Kön 12,25 ), nach dem Abzug der Ägypter residierte er in Tirza. Er erbaute die Heiligtümer von Bet-El und Dan und ließ dort goldene Kälber aufstellen (1 Kön 12,29 ). Als Priester setzte er auch Leute ein, die keine Leviten waren (1 Kön 12,31 ). Diese kultischen Maßnahmen, die von Jerobeam als Gegenmaßnahme zu Salomos Kultzentralisierung in Jerusalem und damit als Sicherung seiner eigenen Herrschaft im Nordreich gedacht waren, galten späteren Verfassern der biblischen Schriften – besonders des Deuteronomistischen Geschichtswerks – als Abfall von JHWH. Mit dieser Sünde Jerobeams wurde der Untergang Israels begründet (1 Kön 13,34 ).
1 Kön 14,1  erzählt von einer Erkrankung Abijas, des Sohnes Jerobeams. Daraufhin beauftragt dieser seine Frau, Ahija von Schilo nach dem Schicksal seines Sohnes zu befragen. Sie solle sich verkleiden, damit sie nicht als Frau Jerobeams erkennbar sei, und zehn Brote, Kuchen und einen Krug Honig mitnehmen (1 Kön 14,3 ). Ahija erkennt sie und teilt ihr mit, sie solle wieder umkehren und sobald sie die Stadt erreicht, werde ihr Sohn sterben (1 Kön 14,12 ).
Nachfolger Jerobeams wurde sein Sohn Nadab (1 Kön 14,20 ).

### Einordnung
Einige Exegeten gehen davon aus, dass die Darstellung Jerobeams zumindest teilweise auf historisch zuverlässigen Quellen beruht. Die Darstellung sei stark bearbeitet worden, jedoch Königsannalen und andere alte Quellen noch identifizierbar. Obwohl dies nicht auszuschließen ist, gilt als wahrscheinlicher, dass dem Bericht nur in sehr beschränktem Maße alte Quellen zugrunde liegen und er weitgehend spätere Vorstellungen wiedergibt. Es ist unwahrscheinlich, dass Königsannalen kritische Berichte über den Gründer des Nordreiches bewahrt haben. Vielmehr dient der Text späteren politischen wie theologischen Texten.
Der Bericht ist weitgehend aus der Perspektive des Südreiches Juda verfasst. Die in den Königsbüchern dargestellte politisch-theologische Interpretation des Nordreiches beruht auf dieser Darstellung.

## Historizität
Außerbiblische und insbesondere archäologische Quellen widersprechen der biblischen Darstellung der Entstehung beider Königtümer durch eine Zweiteilung eine Großreiches Israels im 10. Jahrhundert v. Chr. Demnach war das Nordreich Israel zwar im 9. Jahrhundert v. Chr. ein wichtiges Königreich, während für das Südreich erst ab dem späten 8. Jahrhundert v. Chr. staatliche Strukturen nachgewiesen werden können. Die historisch unwahrscheinliche Darstellung in 1. Könige lässt die Glaubwürdigkeit der gesamten Darstellung anzweifeln.
Es gibt keine außerbiblischen zeitgenössischen Quellen für die Existenz Jerobeams I. Es bleibt unsicher, ob er tatsächlich im 10. Jahrhundert regiert hat und ob er ein Dynastie- oder Reichsgründer war. Mögliche Informationen aus Königsannalen oder alten Quellen finden sich in 1 Kön 12,25  (Ausbau von Sichem und Penuel) und 1 Kön 14,20  (Regierungsdauer von 22 Jahren). Da man seine genaue Regierungszeit nicht kennt, ist es schwierig, sie mit den spärlichen archäologischen Befunden in Beziehung zu setzen.
Der Feldzug des Pharao Scheschonq I. lässt sich durch außerbiblische Quellen belegen: Eine Kartusche belegt die vorübergehende Anwesenheit der Ägypter in Megiddo und eine Städteliste im Karnak-Tempel beinhaltet eine Liste mit zerstörten Städten des Nordreiches. Diese Daten sind jedoch unsicher, da die ägyptische Quelle zwar viele Städte nennt, jedoch nicht Jerusalem, was in der Bibel als einziges Angriffsziel genannt ist. Auf dem Kartonagensarkophag des thebanische Amunpriesters Hori ist berichtet, dass er den „König auf seinen Zügen in den Ländern Rtwn“ begleitet habe. „Rtwn“ ist die Bezeichnung für Syrien/Palästina. Die Mumienkartonage befindet sich heute im Fitzwilliam Museum Cambridge unter der Inventarnummer: E 8.1896.
Die in der Bibel berichtete Bautätigkeiten Jerobeams lassen sich archäologisch nicht verifizieren:
- Versuche, Stratum IX von Sichem mit 1 Kön 12,25 EU zu verbinden, setzen eine zuverlässige biblische Chronologie für die frühe Königszeit voraus, die jedoch nicht gegeben ist.
- Die Kultstätte in Dan (Tel Dan) wurde ausgegraben. Die Ausgrabung ergab zahlreiche Erweiterungen der Anlage.[15] Sie „verfügte über einen Anstieg, mehrere Seitenaltäre und einen großen Hauptaltar mit vier Hörnern“[16] und wurde noch bis in „die römische Zeit“,[17] „natürlich bei wechselnden Gegenständen der Verehrung“,[18] benutzt. Unter dem Kultplatz, der zur Zeit Jerobeam I. bereits eine Ausdehnung von 45 × 60 Meter hatte, vermuten Ausgräber ein früheres Heiligtum, von dem sich jedoch archäologisch keine Spuren finden ließen.[19] „Die Anlage schließt eine 18 Meter lange Plattform aus großen, aneinandergereihten Steinblöcken und eine Reihe von Kultgegenständen wie Öllampen mit sieben Dochten, Pithoi (mit einem Schlangenmuster verzierte große Behälter), Standflächen für Weihrauchgefäße, ein Behältnis gefüllt mit Tierknochen, Ton- und Fayencefiguren und ein eingesenktes, mit schrägen Basaltplatten ausgekleidetes Becken ein.“[20] „In Tell Dan fand kürzlich der Nachfolger von Avram Biran, David Ilan, tatsächlich eine Platte, die wohl zum Kultort gehörte. Die Bronzeplakette aus dem 8. Jahrhundert vor Christus stellt eine stehende assyrische Gottheit auf einem Stier dar und könnte ursprünglich eine Art Pektoral oder Standarte gewesen sein. Die Bronze stammt nicht aus der Zeit Jerobeams, sondern aus dem Jahrhundert nach ihm. Sie zeigt aber deutlich, dass es noch lange nach Jerobeam in Dan einen Kult gab, in welchem der Stier (Kalb) eine Rolle spielte.“[21] Die Frühdatierung des Kultzentrums und damit auch die Verbindung mit Jerobeam ist jedoch umstritten.[4]
- Die Funde in Bethel widersprechen der biblischen Darstellung, passen jedoch zur Spätdatierung der Kritik an Jerobeams Kultpolitik ins 6. Jahrhundert v. Chr.[4]

## Sonstiges
- Die Champagner-Flasche mit 3 Litern Inhalt, was 4 regulären Flaschen entspricht, wird als Jeroboam bezeichnet.